# Исаев, Серафим Иванович
Серафим Иванович Исаев (1914—1989) — советский работник авиационной промышленности, директор авиазавода, Герой Социалистического Труда.

## Биография
Родился 22 октября (по другим данным 22 декабря) 1914 года в селе Алексеевское Российской империи, ныне Алексеевского района Татарстана.
В 1935 году поступил в Казанский авиационный институт, после окончания которого, с 21 февраля 1941 года, начал работать на Улан-Удэнском авиационном заводе. С сентября 1945 по апрель 1948 годов был начальником отдела кадров. Затем прошел производственные ступени от технолога до начальника цеха, а в 1950—1956 годах — от начальника производства до главного инженера. С 1957 по 1975 годы Серафим Иванович возглавлял предприятие в качестве его директора. С 1975 по 1989 годы Серафим Иванович работал заместителем главного инженера.
Будучи директором, Исаев уделял много внимания созданию инфраструктуры для тружеников авиазавода, при его участии был построен первый в Бурятской АССР плавательный бассейн, дворец культуры «Рассвет», в 1971 году начал строиться поселок Восточный. Принимал он участие и в общественной деятельности, трижды избираясь депутатом Верховного Совета СССР 7—9 созывов.
Умер 2 декабря 1989 года в Улан-Удэ.

## Награды
- В 1971 году С. И. Исаеву было присвоено звание Героя Социалистического Труда с вручением ордена Ленина.
- Также был награждён вторым орденом Ленина, орденом Знак Почёта и медалями.

## Память
- Именем Героя названа одна из улиц посёлка Восточного в Железнодорожном районе, где находится Улан-Удэнский авиационный завод.[4]
- В 2004 году в Улан-Удэ С. И. Исаеву на площади Славы авиазавода был открыт памятник.[5]
- В ГА РФ имеются документы, относящиеся к С. И. Исаеву.[6]